# Telince
Telince (in ungherese Tild) è un comune della Slovacchia facente parte del distretto di Nitra, nella regione omonima.